# Westgate-on-Sea
Westgate-on-Sea ist ein Seebad mit etwa 6600 Einwohnern im Nordosten der englischen Grafschaft Kent. Es gehört zum Thanet District und grenzt an das größere Seebad Margate und das Dorf Birchington-on-Sea. Seine beiden Sandstrände – West Bay und St. Mildred’s Bay – sind seit der Entwicklung der Stadt aus einem kleinen Bauerndorf ein beliebtes Ausflugsziel. Seit 2015 hat Westgate den Status eines Civil Parish. Zensuszahlen liegen demgemäß noch nicht vor.